# Économie maritime chinoise
 (mai 2008).
Si vous disposez d'ouvrages ou d'articles de référence ou si vous connaissez des sites web de qualité traitant du thème abordé ici, merci de compléter l'article en donnant les références utiles à sa vérifiabilité et en les liant à la section « Notes et références ».
Le transport maritime dans l'économie chinoise est d'une grande importance dans l'économie mondiale.
Pour parler de l'économie chinoise, il faut d'abord se rappeler quelques points : 1,4 milliard d'habitants en 2020, 9,6 millions de km² et 18 000 km de littoral. La marine marchande chinoise ne cesse de croître depuis 1961. En 2007, le secteur maritime a contribué pour 10 % du PIB (produit intérieur brut). Ce secteur ne comprend pas seulement les métiers sur la mer (pêche, transport de marchandises, etc.) mais aussi les métiers sur terre y attenant (construction navale...). Dans le passé, la Chine a été une grande puissance maritime et tient beaucoup à retrouver sa place. Afin d'atteindre ce but, elle fait des efforts colossaux qui portent leurs fruits. La Chine a beaucoup de main d'œuvre ce qui la met en tête de liste en création de produits finis. Ceux-ci représentent 40 % de l'exportation chinoise. Pour ce faire, il lui faut énormément de matières premières donc beaucoup d'importations. Troisième importateur et quatrième exportateur mondial, la Chine joue un rôle majeur dans le commerce international.
La Chine a consommé en 2004 :
- 31 % du charbon mondial ;
- 7 % du pétrole brut ;
- 25 % de l'aluminium ;
- 30 % du minerai de fer ;
- 40 % du ciment ;
- 13 % de l'électricité ;
- 25 % de l'acier.

Pour acheminer toutes ces marchandises, la Chine doit avoir les infrastructures adéquates. Celles-ci sont déjà en place pour les marchandises transportées par conteneur. La Chine a en effet une construction navale redoutable gagnant de plus en plus de parts de marché au niveau mondial. Les ports à conteneurs chinois sont dignes des ports européens ou américains. Si on sait que la Chine exporte près du quart des conteneurs au monde, on comprend mieux son développement dans ce secteur. Dans les sept premiers ports à conteneurs au monde, trois sont chinois.
Dans les autres secteurs, la Chine est en développement constant. Des travaux gigantesques sont mis en œuvre pour assurer les ambitions chinoises. Surtout au point de vue de la modernisation des ports et à la création de ports acceptant des navires à grand tirant d'eau pour permettre à la Chine d'importer toutes ces matières premières. La Chine est une nation conquérante. La marine marchande chinoise est passé du 26e au 4e rang mondial en une quarantaine d'années. Les armateurs chinois se tiennent dans les premiers rangs du commerce international. La compagnie nationale de transport de pétrole se tient au 9e rang et la compagnie COSCO, dont le nom officiel est China Ocean Shipping Company, spécialisé dans les conteneurs occupe le 10e rang. COSCO est actuellement le plus grand groupe maritime au monde, présent dans tous les secteurs d'activités.